# Kristina Kringle: The Search for Santa
Pour plus de détails, voir Fiche technique et Distribution.
Kristina Kringle: The Search for Santa est un film d'animation américain écrit et réalisé par Leigh Scott, avec Samantha Able, Sean-Michael Argo et Jai Benoit dans les rôles principaux, sorti en 2020.

## Synopsis
Lorsqu’un OVNI atterrit au pôle Nord et kidnappe le Père Noël pour l'emmener dans l’espace, sa fille Kristina Kringle réunit un équipage d’elfes et se lance dans une mission spatiale pour sauver son père. Les personnages de Noël et les icônes américaines, dont l’Oncle Sam et Bigfoot, forment une équipe pour sauver Noël.

## Distribution
- Samantha Able : Fizbee Candyboof
- Sean-Michael Argo : Dorax de Xinch
- Jai Benoit : Krampus
- Alyssa Dufren : Topper Shinyfluff
- Jordan Durman : Fifi JingleJangle
- Fallon Goodson : Kristina Kringle
- Daniel Hager : Allan Williamson
- Jackey Hall : Skittle Glittercane
- Isaac Hooper : Hatch Logan
- Lexi Langlois : Bling Bling Glitterpants
- Jeffrey Pillars : Père Noël
- Leigh Scott : Drig
- Nick Searcy : Oncle Sam
- Brandon Stacy : Lincoln
- John J Thomassen : Groban
- Ryan Vicknair : Jangle Crackleflake
- Jonathan Walter : Sasquatch[1]

## Production
Le film est sorti le 6 décembre 2020 aux États-Unis, son pays d’origine.